# PlayStation Experience
A PlayStation Experience, também conhecida como PSX, é um evento anual para o setor de jogos eletrônicos apresentado pela Sony Interactive Entertainment usado para revelar e anunciar jogos e produtos relacionados a jogos PlayStation. O evento está aberto ao público e apresenta diversos painéis e muitos jogos inéditos, com demonstrações jogáveis.

## 2014
O primeiro evento da PlayStation Experience foi realizado na Sands Expo em Las Vegas, Nevada, de 6 a 7 de dezembro de 2014, marcando o 20º aniversário da PlayStation.

### Exibições
| Activision - Destiny: The Dark Below (PS3 / PS4) Atlus - Persona 5 (PS4) Capybara Games - Super Time Force Ultra (PS4 / PSVita) Drinkbox Studios - Severed (PSVita) Double Eleven Limited - PixelJunk Nom Nom Galaxy (PS4) Double Fine Productions - Broken Age (PS4 / PSVita) - Day of the Tentacle (PS4 / PSVita) - Grim Fandango: Remastered (PS4 / PSVita) - Gang Beasts (PS4) Endnight Games - The Forest (PS4) Capcom - Ultra Street Fighter IV (PS4) - Street Fighter V (PC / PS4) - Resident Evil: Revelations 2 (PS4 / PSVita) | Hello Games - No Man's Sky (PS4) Konami - Suikoden (PSVita) - Suikoden II (PSVita) Red Hook Studios - Darkest Dungeon (PS4 / PSVita) Robot Entertainment - Orcs Must Die! Unchained (PS4) Sega - Yakuza 5 (PS3) Sony Computer Entertainment - Bloodborne (PS4) - Drawn to Death (PS4) - Fat Princess Adventures (PS4) - Kill Strain (PS4) - MLB 15: The Show (PS3 / PS4 / PSVita) - The Order: 1886 (PS4) - Tearaway Unfolded (PS4) - TowerFall Ascension (PS4 / PSVita) - Uncharted 4: A Thief's End (PS4) - Wattam (PS4) - What Remains of Edith Finch (PS4) | Square Enix - Final Fantasy VII (PS4) Tripwire Interactive - Killing Floor 2 (PS4) Versus Evil - The Banner Saga (PSVita) Warner Bros. Interactive Entertainment - Bastion (PS4 / PSVita) - Batman: Arkham Knight (PS4) Yacht Club Games - Shovel Knight (PS3 / PS4 / PSVita) Young Horses - Octodad: Dadliest Catch (PS4 / PSVita) |

## 2015
O segundo evento da PlayStation Experience foi realizado no Moscone Center em São Francisco, Califórnia, de 5 a 6 de dezembro de 2015

### Exibições
| Activision - Destiny (PS3 / PS4) Bandai Namco Entertainment - Ace Combat 7 (PS4) - Ni no Kuni II: Revenant Kingdom (PS4) Capcom - Street Fighter V (PC / PS4) Double Fine Productions - Day of the Tentacle (PS4 / PSVita) - Full Throttle (PS4 / PSVita) - Psychonauts in the Rhombus of Ruin (PS4) | Gearbox Software - Battleborn (PS4) Koei Tecmo - Nioh (PS4) Epic Games - Paragon (PC / PS4) No Goblin - 100 Ft Robot Golf (PS4) Owlchemy Labs - Job Simulator (PS4) Sega - Rez Infinite (PS4) - Yakuza 0 (PS4) - Yakuza 5 (PS3) | Sony Computer Entertainment - MLB The Show 16 (PS3 / PS4) - Ratchet & Clank (PS4) - Uncharted 4: A Thief's End (PS4) - Zombie Taxi Game (PS4) Square Enix - Final Fantasy VII Remake (PS4) - Hitman Go (PS4 / PSVita) Ubisoft - Eagle Flight (PS4) |

## 2016
O terceiro evento PlayStation Experience foi realizado na Anaheim Convention Center em Anaheim, Califórnia, de 3 a 4 de dezembro de 2016.

### Exibições
| Activision - Destiny: Rise of Iron (PS4) - Call of Duty: Infinite Warfare (PS4) - Crash Bandicoot N. Sane Trilogy (PS4) Atlus - Persona 5 (PS4) Bandai Namco Entertainment - Ace Combat 7 (PS4) - Ni no Kuni II: Revenant Kingdom (PS4) Capcom - Marvel vs. Capcom Infinite (PS4) - Resident Evil 7: Biohazard (PS4) - Street Fighter V (PS4) - Ultimate Marvel vs Capcom 3 (PS4) Devolver Digital - Absolver (PS4) - Mother Russia Bleeds (PS4) - Strafe (PS4) Double Fine Productions - Full Throttle Remastered (PS4) | DotEmu - Windjammers (PS4 / PSVita) - Ys Origin (PS4 / PSVita) Grey Box - Dreadnought (PS4) GungHo Online Entertainment - Let It Die (PS4) Housemarque - Nex Machina (PS4) Koei Tecmo - Nioh (PS4) NIS America - Danganronpa V3: Killing Harmony (PS4 / PSVita) Sega - Hatsune Miku: Project DIVA Future Tone (PS4) - Sonic Mania (PS4) - Yakuza 6: The Song of Life (PS4) - Yakuza: Kiwami (PS4) | Sony Interactive Entertainment - Death Stranding (PS4) - Gran Turismo Sport (PS4) - Gravity Rush 2 (PS4) - Horizon Zero Dawn (PS4) - Knack 2 (PS4) - LocoRoco (PS4) - MLB The Show 17 (PS4) - Parappa the Rapper (PS4) - Patapon (PS4) - The Last Guardian (PS4) - The Last of Us Part II (PS4) - Uncharted: The Lost Legacy (PS4) - Wipeout: Omega Collection (PS4) Supergiant Games - Pyre (PS4) Square Enix - Lara Croft Go (PS4 / PSVita) - Nier: Automata (PS4) |

## 2017
O quarto evento PlayStation Experience será realizado no Anaheim Convention Center em Anaheim, Califórnia, de 9 a 10 de dezembro de 2017.